# Trato vestíbulo-espinhal

Na figura está em 2c, em vermelho. Medial e anterior.

Trato vestíbulo-espinhal é uma parte da via extrapiramidal responsável por transmitir através comandos do vestíbulo (responsável por sentir variações na postura), através de uma via medial-anterior da medula espinhal até músculos flexores e extensores adequados para manter o equilíbrio. Também é muito importante para reflexos de susto e posturais.
O principal papel do sistema vestibular é manter a coordenação entre cabeça, olhos e o corpo em equilíbrio, pela postura ereta e pela percepção consciente da orientação espacial e movimento. Quando o sistema vestibular, detecta desequilíbrios através das máculas do gânglio vestibular de Scarpa (parte do labirinto), o trato vestíbulo-espinhal leva comandos através de neurônios até Ponte de valório e entao por medula espinhal até os motoneurônios que controlam músculos flexores e extensores necessários para restabelecer o equilíbrio. 